# There'll Always Be an England
There'll Always Be An England es un lanzamiento en DVD de 2008 de los Sex Pistols.

## Información
There'll Always Be An England fue dirigida por Julien Temple, quien previamente había dirigido los documentales previos de la banda The Great Rock and Roll Swindle y The Filth and the Fury. Se trata de un concierto en la Brixton Academy, en noviembre de 2007, celebrando el treinta aniversario de Never Mind the Bollocks, Here's the Sex Pistols.

## Lista de canciones
1. There'll Always Be An England (intro)
2. Pretty Vacant
3. Seventeen
4. No Feelings
5. New York
6. Did You No Wrong
7. Liar
8. Beside the Seaside
9. Holidays in the Sun
10. Submission
11. (I'm Not Your) Stepping Stone
12. No Fun
13. Problems
14. God Save the Queen
15. EMI
16. Bodies
17. Anarchy in the UK
18. Road Runner (bonus track)

## Apariciones especiales
- The Knowledge - The Pistols guide to London
- John Lydon's open-top bus ride